# Charles Hackett
Charles Hackett (Worcester, Massachusetts, 4 de novembre de 1889 - Nova York, 1 de gener de 1942) fou un cantant d'òpera estatunidenc, nomenat cavaller de la Corona d'Itàlia el 1931 pels seus serveis a l'art italià.
Cursà estudis a la seva ciutat natal, traslladant-se després a Florència, Itàlia, on estudià cant, presentant-se amb l'òpera Mignon, a Gènova, l'any 1916, aconseguint un magnífic èxit que li valgué ser contractat immediatament en el teatre de La Scala de Milà, en la que hi feu 14 representacions. Es traslladà a Amèrica, donant a Buenos Aires 68 funcions; tornà a Europa i després tornà a Amèrica del Sud. El 1919 feu la seva presentació en el Metropolitan de Nova York amb El barber de Sevilla, aconseguint una acollida immillorable. Aparegué en escena a Chicago, el 1923, amb Romeu i Julieta, i amb aquesta mateixa òpera tornà a comparèixer davant el públic de Nova York l'any 1933.